# اردوگاه کار

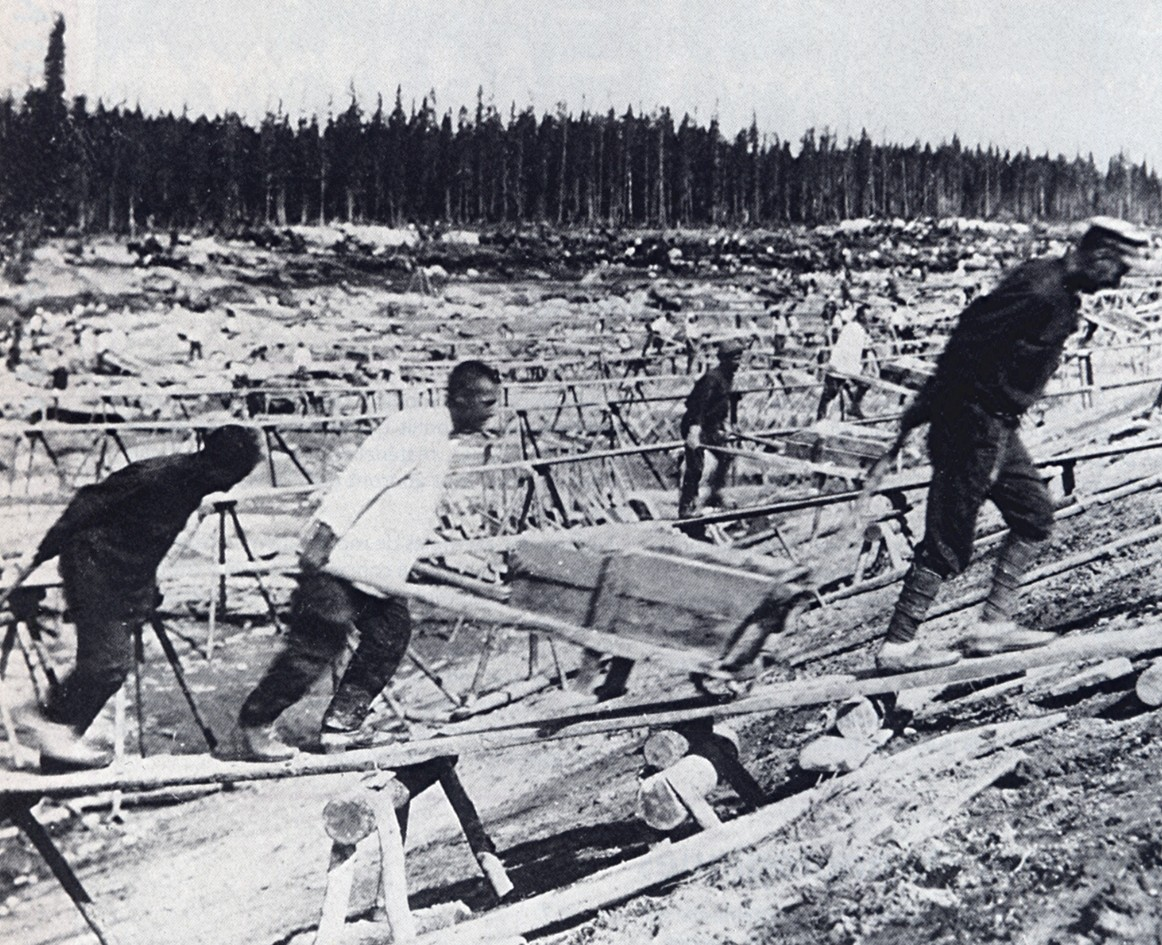

اردوگاه کار (انگلیسی: Labor camp) یا اردوگاه کار اجباری، به بازداشتگاه‌هایی اطلاق می‌گردد که در آن زندانیان مجبور به کار اجباری و بیگاری به‌عنوان یک نوع مجازات تحت قانون جنایی هستند. اردوگاه‌های کار اجباری با بردگی و زندان‌ها متفاوت هستند. شرایط زندانیان و نوع کاری که انجام می‌دهند، در اردوگاه‌های کار به‌طور گسترده‌ای بستگی به گردانندگان این اردوگاه‌ها دارد.

## اردوگاه‌های کار در دوران حکومت نازی‌ها

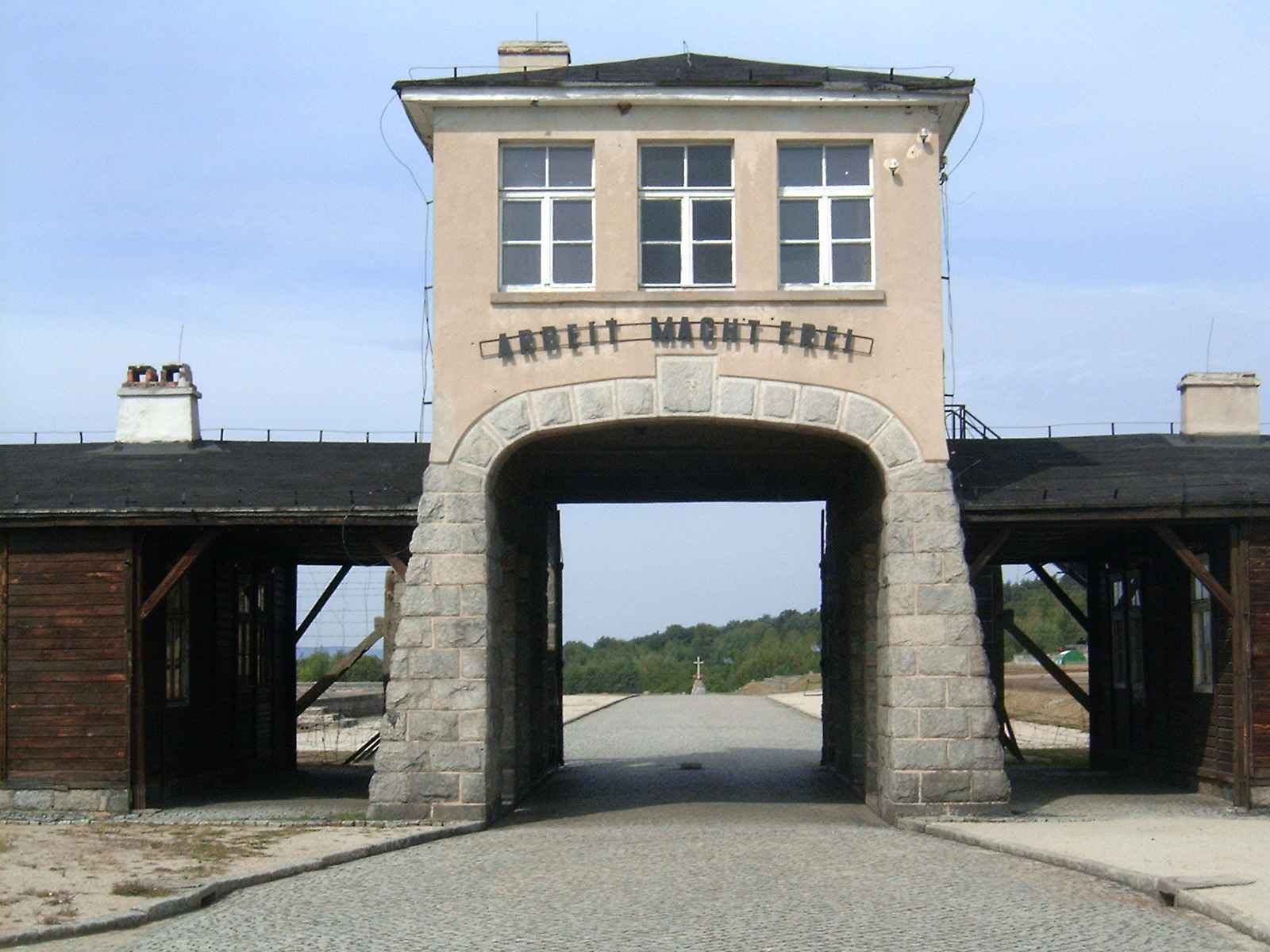
اردوگاه کار اجباری گروس‌روزن

نازی‌ها از اردوگاه‌های کار (به آلمانی: Arbeitslager) به عنوان تاسیساتی برای زندانی کردن استفاده کردند که برای استثمار اجباری نیروی کار به منظور اهداف مختلف و حتی  کشتار گسترده از طریق کار طراحی شده بود. اردوگاه‌های کار در طول جنگ جهانی دوم در دوران هولوکاست و به عنوان بخشی از «راه‌حل نهایی» توسط آلمان نازی و متحدانش مورد استفاده قرار گرفتند. اردوگاه‌های کار که توسط نازی‌ها و هم‌پیمانانشان ایجاد شده بودند، برای تولید تسلیحات، دوخت لباس‌ها و کفش‌ها، برش چوب، استخراج معادن، ساخت جاده‌ها و موارد دیگر به کار گرفته شدند.

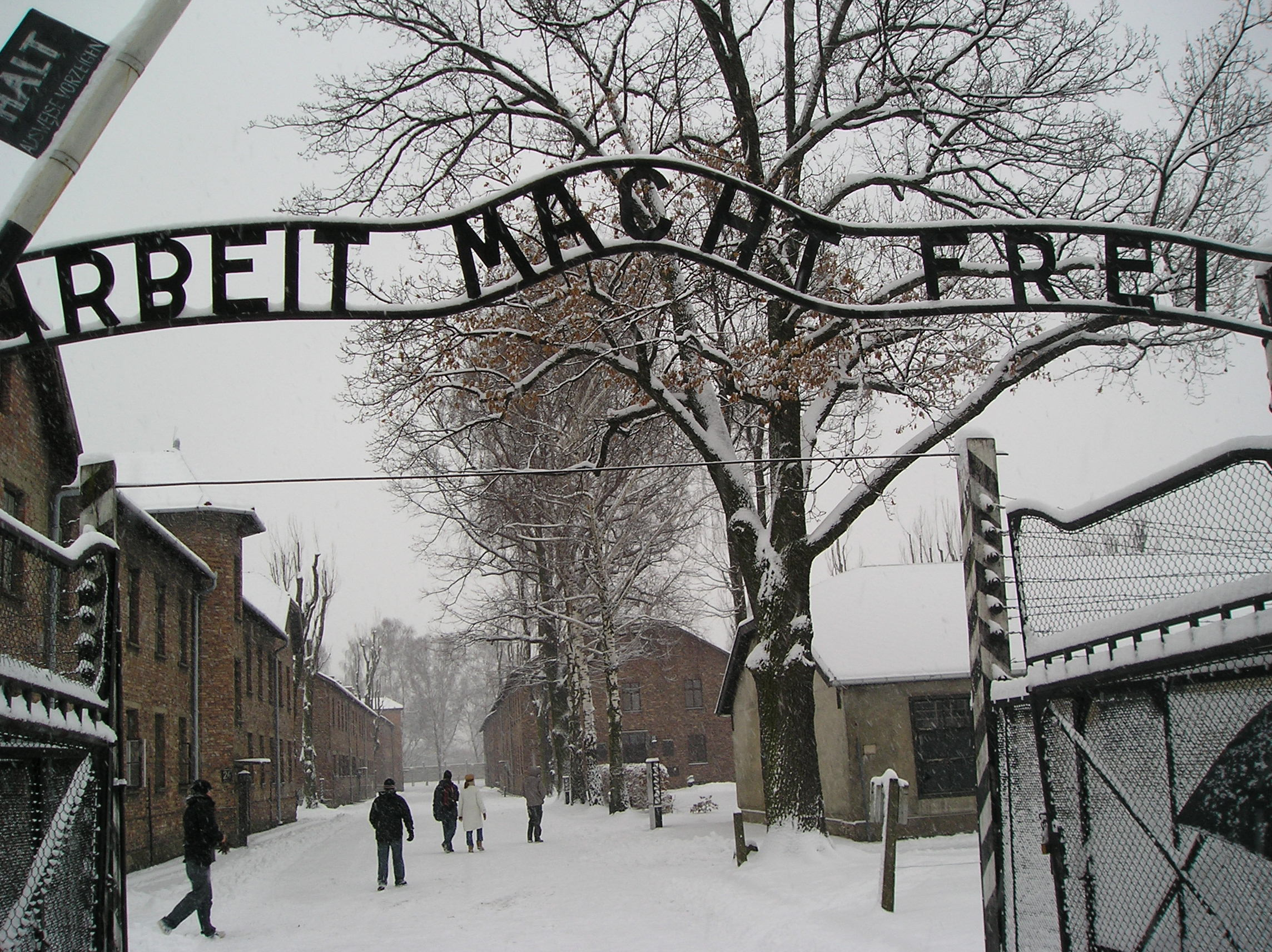
تابلویی با نوشته «کار آزادی می‌آورد» در ورودی اردوگاه کاراردوگاه آشویتس

در اردوگاه‌ها یهودیان، شهروندان کشورهای متعدد مخالف رژیم نازی، همجنس‌گرایان و اسرای جنگی زندانی شدند. از میان همه این افراد، یهودیان به شدت‌ترین رفتار مواجه شدند. یهودیان بخش بزرگی از جمعیت اسیران در اردوگاه‌هایی را تشکیل می‌دادند که در سراسر اروپا ساخته شده بودند، زندانیان به اردوگاه‌های کار به عنوان یکی از مراحل پیش از نابودی آنها فرستاده شده و در آنجا از صبح تا شب به کارهای سخت و طاقت‌فرسا مشغول بودند، در شرایطی از گرسنگی، بیماری، فشردگی و کثافت.
نمونه قابل توجه، مجموعه اردوگاه کار میتلباو-دورا است که برای تولید موشک وی-۲ مورد استفاده قرار گرفت. اردوگاه‌های نازی نقش کلیدی در نابودی میلیون‌ها نفر داشتند. عبارت "Arbeit macht frei" (کار آزادی می‌آورد) به نماد هولوکاست تبدیل شده است.